# Білоруська футбольна вища ліга
Чемпіона́т Білору́сі з футбо́лу — футбольні змагання в Білорусі, засновані в 1992 році. Згідно з регламентом чемпіонату у Вищій лізі виступає 16 команд, які підтвердили таке право спортивними результатами та отримали ліцензію АБФФ на участь у турнірі команд Вищої ліги з дублюючими складами, а в першій лізі — команди, що одержали таке право за спортивним принципом і отримали ліцензію АБФФ. За підсумками сезону дві команди Вищої ліги, що посіли 15 та 16 місце, вибувають в Першу лігу, а дві найкращі команди Першої ліги поповнюють Вищу лігу. Найбільш титуловані клуби в Білорусі — мінське «Динамо», в перші роки проведення чемпіонату вигравав його п'ять разів поспіль і БАТЕ (Борисов). Проте останнім часом конкуренція в білоруському футболі посилилася. На початку 2020-х років найсильнішою командою країни був Шахтар (Солігорськ), але через скандал з договірними матчами клуб був позбавлений чемпіонського звання 2022 року та очок у двох наступних турнірах та вибув із найсильнішої ліги в 2024 році.

## Учасники сезону 2025 року
- Арсенал
- БАТЕ
- Вітебськ
- Гомель
- Динамо-Берестя
- Динамо Мінськ
- Іслоч
- Макслайн (Вітебськ)
- Мінськ
- Молодечно
- Нафтан
- Німан
- Славія-Мозир
- Слуцьк
- Сморгонь
- Торпедо-БелАЗ

## Чемпіон та призери
| Сезон     | Чемпіон                        | Срібний призер      | Бронзовий призер        | Найкращий бомбардир                     |
| --------- | ------------------------------ | ------------------- | ----------------------- | --------------------------------------- |
| 1992      | Динамо (Мінськ) (1)            | Дніпро (Могильов)   | Динамо (Брест)          | Андрій Скоробогатько                    |
| 1992/1993 | Динамо (Мінськ) (2)            | КІМ (Вітебськ)      | Білорусь (Мінськ)       | Сергій Барановський, Мирослав Ромащенко |
| 1993/1994 | Динамо (Мінськ) (3)            | Динамо-93 (Мінськ)  | КІМ (Вітебськ)          | Петро Качуро                            |
| 1994/1995 | Динамо (Мінськ) (4)            | Двіна (Вітебськ)    | Динамо-93 (Мінськ)      | Павло Шавров                            |
| 1995      | Динамо (Мінськ) (5)            | МПКЦ (Мозир)        | Динамо-93 (Мінськ)      | Сергій Яромко                           |
| 1996      | МПКЦ (Мозир) (1)               | Динамо (Мінськ)     | Білшина                 | Андрій Хлібосолов                       |
| 1997      | Динамо (Мінськ) (6)            | Білшина             | Локомотив-96 (Вітебськ) | Андрій Хлібосолов                       |
| 1998      | Дніпро-Трансмаш (Могильов) (1) | БАТЕ                | Білшина                 | Сергій Яромко                           |
| 1999      | БАТЕ (1)                       | Славія (Мозир)      | Гомель                  | Валерій Стрипейкіс                      |
| 2000      | Славія (Мозир) (2)             | БАТЕ                | Динамо (Мінськ)         | Роман Василюк                           |
| 2001      | Білшина (1)                    | Динамо (Мінськ)     | БАТЕ                    | Сергій Давидов                          |
| 2002      | БАТЕ (2)                       | Німан               | Шахтар (Солігорськ)     | Валерій Стріпейкіс                      |
| 2003      | Гомель (1)                     | БАТЕ                | Динамо (Мінськ)         | Геннадій Близнюк, Сергій Корніленко     |
| 2004      | Динамо (Мінськ) (7)            | БАТЕ                | Шахтар (Солігорськ)     | Валерій Стріпейкіс                      |
| 2005      | Шахтар (Солігорськ) (1)        | Динамо (Мінськ)     | МТЗ-РІПО                | Валерій Стріпейкіс                      |
| 2006      | БАТЕ (3)                       | Динамо (Мінськ)     | Шахтар (Солігорськ)     | Олександр Клименко                      |
| 2007      | БАТЕ (4)                       | Гомель              | Шахтар (Солігорськ)     | Роман Василюк                           |
| 2008      | БАТЕ (5)                       | Динамо (Мінськ)     | МТЗ-РІПО                | Геннадій Близнюк, Віталій Родіонов      |
| 2009      | БАТЕ (6)                       | Динамо (Мінськ)     | Дніпро (Могильов)       | Майкон Каліжурі                         |
| 2010      | БАТЕ (7)                       | Шахтар (Солігорськ) | Мінськ                  | Ренан Брессан                           |
| 2011      | БАТЕ (8)                       | Шахтар (Солігорськ) | Гомель                  | Ренан Брессан                           |
| 2012      | БАТЕ (9)                       | Шахтар (Солігорськ) | Динамо (Мінськ)         | Дмитро Осипенко                         |
| 2013      | БАТЕ (10)                      | Шахтар (Солігорськ) | Динамо (Мінськ)         | Віталій Родіонов                        |
| 2014      | БАТЕ (11)                      | Динамо (Мінськ)     | Шахтар (Солігорськ)     | Микола Януш                             |
| 2015      | БАТЕ (12)                      | Динамо (Мінськ)     | Шахтар (Солігорськ)     | Микола Януш                             |
| 2016      | БАТЕ (13)                      | Шахтар (Солігорськ) | Динамо (Мінськ)         | Віталій Родіонов, Михайло Гордійчук     |
| 2017      | БАТЕ (14)                      | Динамо (Мінськ)     | Шахтар (Солігорськ)     | Михайло Гордійчук                       |
| 2018      | БАТЕ (15)                      | Шахтар (Солігорськ) | Динамо (Мінськ)         | Павло Савицький                         |
| 2019      | Динамо-Берестя (1)             | БАТЕ                | Шахтар (Солігорськ)     | Ілля Шкурін                             |
| 2020      | Шахтар (Солігорськ) (2)        | БАТЕ                | Торпедо-БелАЗ           | Максим Скавиш                           |
| 2021      | Шахтар (Солігорськ) (3)        | БАТЕ                | Динамо (Мінськ)         | Дембо Дарбо                             |
| 2022      | Шахтар (Солігорськ)            | Енергетик-БДУ       | БАТЕ                    | Бобір Абдіхоліков                       |
| 2023      | Динамо (Мінськ) (8)            | Німан               | Торпедо-БелАЗ           | Владислав Морозов                       |
| 2024      | Динамо (Мінськ) (9)            | Німан               | Торпедо-БелАЗ           | Роді Джуніор Еффаге                     |

## Досягнення чемпіонів
| №  | Клуб                | Перемог | Переможні сезони                                                                         |
| -- | ------------------- | ------- | ---------------------------------------------------------------------------------------- |
| 1. | БАТЕ                | 15      | 1999, 2002, 2006, 2007, 2008, 2009, 2010, 2011, 2012, 2013, 2014, 2015, 2016, 2017, 2018 |
| 2. | Динамо (Мінськ)     | 9       | 1992, 1992–93, 1993–94, 1994–95, 1995, 1997, 2004, 2023, 2024                            |
| 3. | Шахтар (Солігорськ) | 3       | 2005, 2020, 2021                                                                         |
| 4. | Славія (Мозир)      | 2       | 1996, 2000                                                                               |
| 5. | Гомель              | 1       | 2003                                                                                     |
| 6. | Білшина (Бобруйськ) | 1       | 2001                                                                                     |
| 7. | Дніпро (Могильов)   | 1       | 1998                                                                                     |
| 8. | Динамо (Берестя)    | 1       | 2019                                                                                     |